# Justino Carrere Sapriza
Justino Carrere Sapriza (Montevideo, 1919 - 19 de marzo de 1991) fue un médico y político uruguayo, perteneciente al Partido Colorado.

## Carrera
Graduado de médico en la Universidad de la República, se especializó en gastroenterología, al igual que su padre.
Militante en política desde muy joven, a los 25 años se le confió la subsecretaría del Ministerio de Industrias y poco después la de Relaciones Exteriores. Fue un hombre de estrecha confianza de Luis Batlle Berres.
Electo diputado en 1948, iniciando una dilatada actuación parlamentaria. En 1963 ingresa al Senado. Ante la muerte de Batlle Berres, Carrere Sapriza se distancia del nuevo líder de la Lista 15, Jorge Batlle Ibáñez.
En las elecciones de 1966 comparece en la lista del Frente Colorado de Unidad, llamado también "Grupo de los Senadores", al lado de Alba Roballo y Manuel Flores Mora, respaldando la candidatura de Óscar Gestido. Una vez asumido éste su cargo de Presidente, lo nombra Ministro de Transporte.
En 1971, es uno de los principales promotores de la reelección de Jorge Pacheco Areco, impulsando la Unión Nacional Reeleccionista.
En las elecciones de 1984, fue elegido senador suplente.
Casado con Elia Ferber, tuvo tres hijos: Justino, Juan y María.